# 首振りDolls
首振りDolls（くびふりドールズ）は、日本のロックバンド。福岡県北九州市小倉出身。上京し東京を拠点に活動中。ドラムボーカルをフロントにしたスリーピースバンド。

## メンバー

### 現在のメンバー
- nao - ボーカル・ドラムス担当。
- Johnny Diamond - ギター・ボーカル担当。
- ショーン・ホラーショー - ベース担当。2018年12月27日 加入。

### サポートメンバー
- Raku カワサキ - ギター・ボーカル担当。

### 元メンバー
- John - ベース担当。2018年12月26日 脱退。

## 経歴
- 2012年
  - 1月 北九州・小倉にて結成。

- 2013年
  - 7月17日 1st ALBUM「首振人形症候群」を発売。1000枚プレスし完売。

- 2015年
  - 3月25日 1st Single「金輪罪」を発売。
  - 7月08日 2nd Single「ピンクの実」を発売。
  - 11月4日 3rd Single「色子」を発売。

- 2016年
  - 1月20日 4th Single「イージーライダー」を発売。
  - 3月13日 京都 磔磔にてワンマンライブ『首振人形舞踏会 磔磔独演 ～悲鳴の祭典～』を開催。
  - 8月20日 北九州・小倉の映画館「小倉昭和館」を貸し切り、劇場版『首振人形舞踏会 磔磔独演～悲鳴の祭典～』を上映するイベントを開催。
  - 8月21日 1st ライブDVD「首振人形舞踏会 磔磔独演～悲鳴の祭典～」を発売。

- 2018年
  - 4月25日 メジャー1stアルバム「真夜中の徘徊者～ミッドナイトランブラー」を発売。
  - 12月26日 福岡・Kieth Flackにてライブ。John 脱退。

- 2019年
  - 5月22日 メジャー2ndアルバム（3rdアルバム）「アリス」を発売。

## 作品

### 配信限定シングル
| 発売日         | タイトル           | 収録アルバム | レーベル       |
| -------------- | ------------------ | ------------ | -------------- |
| 2020年12月1日  | サボテン           | ドラマティカ | DOLL RECORDS   |
| 2020年12月15日 | 散り散り           | ドラマティカ | DOLL RECORDS   |
| 2020年12月27日 | SMILE              | ドラマティカ | DOLL RECORDS   |
| 2022年7月29日  | コールガール       | 未収録       |                |
| 2023年10月25日 | PSYCHO SISTER!!!!! | 未収録       | キングレコード |

## 出演

### テレビドラマ
- You May Dream （2018年3月2日放送、NHK福岡） - nao。

## 主なライブ

### ワンマンライブ・主催イベント
| 開催日                 | タイトル                                                                    | 備考                                |
| ---------------------- | --------------------------------------------------------------------------- | ----------------------------------- |
| 2013年                 | 首振りDolls ファーストアルバム「首振人形症候群」リリースツアー発症          |                                     |
| 2013年11月             | 首振りDolls東京初企画 『首振人形舞踏会～ネジ式舞踏症感染菌発生ギグ～』      |                                     |
| 2014年3月21日          | 首振りDolls企画『Jumping Head of Night』                                    | Kokura FUSE w/the twenties, KLAXION |
| 2014年5月30日          | 首振りDolls presents 『Jumping Head of Night』                              | 小倉WOW!                            |
| 2014年7月5日           | 首振りDolls presents 『Jumping Head of Night』Vol.3                         | SPIRAL FACTORY                      |
| 2014年9月27日          | 首振りDolls presents 「Jumping Head of Night」Vol.4                         | Kokura FUSE                         |
| 2014年11月21日         | 首振りDolls presents 「Jumping Head of Night Vol.5」                        | 小倉WOW!                            |
| 2014年12月30日         | フリーライヴ                                                                | 小倉WOW!                            |
| 2015年3月27日          | 首振りDolls連続リリース企画第一弾「金輪罪」レコ発記念 *首振人形舞踏会 独演* | Kokura FUSE                         |
| 2015年5月              | 首振りDolls 1st Single "金輪罪" 発売記念巡業興行～首振人形舞踏会～          |                                     |
| 2016年3月13日          | 首振りDOLLS 首振人形舞踏会 磔磔独演～悲鳴の祭典～                           | 磔磔                                |
| 2018年5月13日〜5月27日 | 首振りDolls ワンマンツアー MIDNIGHT COLORS ～真夜中の極彩夢～               |                                     |
| 2018年10月13日         | MIDNIGHT COLORS -真夜中の極彩夢-                                            | 十三FANDANGO                        |
| 2019年1月19日〜1月27日 | SEX MACHINEGUNS × 首振りDollsツアー "SEX Dolls"                             |                                     |
| 2019年7月26日〜8月30日 | 首振りDolls NEW ALBUM『アリス』発売記念単独公演～PSYCHO SHOCK!!～           |                                     |
| 2019年8月2日〜9月18日  | Leetspeak monsters & 首振りDolls カップリングツアー 『Monster dolls』       |                                     |